# Маркова нога
Маркова нога е местност по брега на Преспанското езеро в Северна Македония и Гърция. Маркова нога е най-южната географска точка на Северна Македония и е известна с впечатляващи природни гледки.
Името си местността се свързва с народния епос за Крали Марко. За голямо скално образувание, чудо на природата, се вярва, че е следа от еднометровото стъпало на Крали Марко. Според легендата, Крали Марко минавал по крайбрежието на Преспанското езеро, когато поискал да види и малкото езеро в съседна Гърция. Затова се покачил на една скала, по която оставил следа.
Самата скала със следата от ногата на Крали Марко се намира днес в двора на граничната караулка, която носи името на местността.
В района на местността има удобни плажове посещавани от летовници, а също и граничен контролно-пропускателен пункт с Гърция, който поради редица причини не работи от десетилетия. Местността е в рамките на Община Ресен, а най-близкото селище на територията на Северна Македония е село Долно Дупени.
В Маркова нога е разкрито старо селище от Елинистичната и Късноантичната епоха.